# Route nationale 20 (Inde)
Pour les articles homonymes, voir Route nationale 20.
La Route nationale 20 (en anglais : National Highway 20, sigle NH 20), une route nationale  en Inde qui commence à Bakhtiarpur (en)  et se termine à Satabhaya (en),.

## Tracé
La NH 20 traverse les localités suivantes:
| État      | Villes principales |
| --------- | --- |
| Bihar     | Bakhtiarpur (en) - Bihar Sharif, Nawada, Rajauli                                                                                          |
| Jharkhand | Kodarma, Barhi, Padma, Hazaribag, Charhi, Kuju, Ramgarh, Ormanjhi, Irba, Mesra, Ranchi, Khunti, Murhu, Chakradharpur, Chaibasa, Jaintgarh |
| Odisha    | Parsora, Kendujhargarh, Panikoili, Kuakhia, Jajpur, Aradi, Chandabali, Raj Kanika, Satabhaya (en)                                         |